# معدات الاتصالات
معدات الاتصالات (معدات شركات الاتصالات أو معدات الاتصالات) هي الأجهزة المستخدمة لأغراض الاتصالات منذ القرن 20. حدود التقدم بين معدات الاتصالات وأجهزة تكنولوجيا المعلومات أصبحت غير واضحة نتيجة لنمو شبكة الإنترنت وتزايد دوره في نقل البيانات الاتصالات.

## أنواع المعدات
- معدات توزيع الاتصالات
  - الموزعات الرقمية
  - الموزعات التناظرية
- معدات توسيع الاتصالات
  - خطوط نقل
  - الألياف البصرية
  - محطات البث القاعدية
  - مضممات
  - دائرات مغلقة
  - قمر صناعي للاتصالات
- معدات استلام الخدمة لدى المستخدمين
  - شبكة محلية
  - مودمات
  - هواتف
  - محمولة
  - هواتف ثابتة
  - مجيبات
  - فاكس
  - بيجر
  - راوتر